# Dusona praecox
Dusona praecox là một loài tò vò trong họ Ichneumonidae.